# Prvi vatikanski koncil
Prvi vatikanski koncil je bil ekumenski koncil Rimskokatoliške cerkve. Koncil je leta 1868 sklical papež Pij IX. z bulo Aeterni Patris. Koncilska zasedanja so potekala v letih 1869–1870, do uradnega zaključka pa je prišlo šele leta 1960, čeprav koncil formalno sploh ni končan.

## Zgodovina
Papeževanje Pija IX. je bilo polno nasprotij, vzponov in padcev. Italijanski svobodomisleci in nacionalisti so ga ob izvolitvi sprejeli z velikim navdušenjem kot izrazitega liberalca; množice so ga slavile še bolj, ko je v svoji državi razglasil 14. Marca 1848 ustavo; ko so pa prekucuhi kmalu zatem zavratno umorili njegovega prvega ministra Rossija, je njegov liberalizem takorekoč izpuhtel; poslej je postal neomajen konzervativec. Tak je bil Syllabus 1864, tak je bil tudi koncil, ki ga je sklical. Začel se je sicer obetavno, toda nikoli končal, ker je zasedanje prekinila vojna, s katero je papež izgubil svojo državo. Nenavadno pa je dejstvo, da bolj kot je slabela zunanja, politična moč papeštva, bolj je rastla njegova notranja, cerkvena moč in ugled. Tako imamo paradoks: razglasitev papeževe nezmotljivosti sovpada z izgubo še zadnjih ostankov Papeške države, ko so Garibaldijeva krdela tako rekoč brez boja zasedle tudi Rim 20. septembra 1870. 

8. decembra 1854 je Pij XI. slovesno razglasil staro verovanje, da je Marija bila spočeta brez madeža izvirnega greha, kot versko dogmo in s tem rešil stoletni spor med dominikanci in frančiškani. Pred to razglasitvijo je papež sicer za mnenje vprašal vse škofe sveta, in jih je 536 dalo pritrdilen, 4 odklonilen odgovor, a 36 pogojno, češ da za razglasitev čas še ni primeren; vendar je odločitev prinesel papež sam. To dejanje pa je zahtevalo odgovor na naslednji vprašanji: »Ali sme papež sam, brez privolitve in soglasja škofovskega zbora ali koncila, razglasi kako dogmo?«; poleg tega pa še pomembnejše vprašanje: »Ali je papež pri učenju 'ex cathedra' nezmotljiv?« 

### Syllabus
Veliko prahu in ugovorov je dvignil Syllabus, s katerim je Pij IX. obsodil zmote »modernizma«. Med liberalnejšimi katoličani, zlasti pa med protestanti so se našli mnogi, ki so očitali papežu in katoliški Cerkvi, češ da je nazadnjaška
Zmote o možnosti naravnega spoznanja Boga, o razodetju, o dolžnosti, sprejemati razodetje s pokorščino vere, so vedno močneje izzivale, naj cerkveno učiteljstvo zavzame odločno stališče do njih. Papež Pij IX. je objavil seznam osemdesetih stavkov (Syllabus), ki so formulacije najpomembnejših naukov, ki jih je imel za zmotne. To so stavki, ki so načeti od naturalizma in racionalizma. V Syllabu  je Pij IX. obsodil poglavitne modernistične zmote svojega časa: panteizem, naturalizem, racionalizem, indiferentizem, socializem in komunizem kakor tudi napačen nauk o krščanskem zakonu. 
Prva dva stavka zbirke vsebujeta obsodbo panteizma in deizma: spodaj navedeni stavki izražajo takrat razširjena mnenja; po papeževem mnenju je resnica ravno obratna.
1. Nikakršno najvišje, najmodrejše in za blagor stvari kar najbolj skrbno božje bitje ne obstoji, ki bi bilo različno od celote stvarstva. Bog je istoveten z naravo (prirodo) reči in torej podvržen spreminjanju. Bog v resnici nastaja v človeku in v svetu; vse je Bog in ima prav Bogu lastno podstat. Bog je prav isto kakor svet in zato duh s tvarjo (materijo), nujnost s svobodnostjo, resnično z lažnim, dobro z zlom, pravično s krivičnim.
2. Treba je tajiti vsako delovanje Boga na ljudi in svet.[3]
3. Človeški razum odloča sam od sebe ne glede na Boga, kaj je resnično in kaj zmotno, kaj je dobro in kaj zlo. Sam sebi je zakon in s svojimi naravnimi močmi zadostuje za srečo ljudi in narodov.[4]
4. Vse resnice religije izhajajo iz naravne zmožnosti človeškega razuma. Razum je torej najvišje merilo, po katerem človek more in mora spoznati vse resnice kateregakoli reda.[5]
5. Božje razodetje je nepopolno in zaradi tega podvrženo neomejenemu napredku, ki mora ustrezati napredku človeškega razuma.[6]
6. Človeški razum je na isti stopnji skupaj z religijo. Teološke vede je zato treba obravnavati natančno tako kakor filozofske.
7. Vse krščanske verske resnice so brez vsake razlike predmet naravne vede ali filozofije. Če je človeški razum izveden v zgolj zgodovinskem razvoju, more s svojimi naravnimi močmi in načeli doseči resnično razumevanje vseh, tudi skrivnostnejših verskih resnic. Pogoj je edinole ta, da se mu te verske resnice predložijo za predmet preučevanja.[7]

8. decembra 1864 je papež svoji okrožnici Quanta cura torej dodal znameniti Syllabus s popisom 80 sodobnih zmot, kar je vznemirilo ne le nasprotnike, ampak tudi nekatere katoličane, ki so se čutili omejene v svoji svobodomiselnosti. 
Dva dni prej je v največji tajnosti začel pripravljati vesoljni cerkveni zbor. Prvič ga je javno omenil 26. junija 1867 škofom, ki so se zbrali v Rimu na proslavo ob 18-stoletni obletnici smrti apostola Petra. 29. junija 1868 pa je z bulo Aeterni Patris oznanil vsemu krščanskemu svetu sklic koncila, in sicer za 8. decembra 1869 v Vatikanu.
Napoved koncila je naletela na različne odmeve, veliko je bilo takih, ki so menili, da bo koncil uzakonil obsodbe »naprednih« idej, ki jih je obsodil Syllabus in še bolj utrdil papeževo absolutno oblast. Najbolj zagrizen nasprotnik je postal liberalno usmerjeni duhovnik in znani cerkveni zgodovinar Döllinger, ki je ostro zavrnil Syllabus. Zato ga niso poklicali v pripravljalno koncilsko komisijo, kar ga je do konca razdražilo in je pod raznimi psevdonimi nahujskal javno mnenje in državne oblasti zoper papeža in koncil. Avgusta 1869 je napisal do papeža sovražno knjigo »Papež in koncil«, ki jo je označil teolog Scheeben kot »pamflet zoper papeštvo«. Scheeben je užival kot nepristranski zgodovinar tak ugled, da ga je Pij XI. 1935 označil za „genialno osebnost“.
Döllinger je v svoji užaljenosti šel tako daleč, da je osporaval kakršnokoli papeževo nezmotljivost, njegov primat in cerkveno avtoriteto; s tem je razpihal sovraštvo do katoličanov pri protestantih in pri državnih oblateh, zlasti pri Bismarcku, kar so hudo občutili nemški katoličani med Kulturkampfom po koncilu. Posredno je hujskal opozicijo na koncilu, pa tudi nastanek starokatoličanov. Protestanti so bili tako razdraženi, da so napadli katoliške škofe konec avgusta 1869, ko so potovali skozi Hessen na škofovsko konferenco v Fuldo. Nemški škofje so napisali pomirljivo okrožnico, obenem pa prosili papeža, naj zaustavi razpravljanje o nezmotnosti. Papež je to tudi storil, ker so se podobna nasprotovanja pojavila tudi v drugih versko mešanih evropskih deželah – vendar ga je pod pritiskom drugih, zlasti francoskih škofov, zopet uvrstil med teme, o katerih bodo na koncilu razpravljali.

## Priprava in namen
Prvi Vatikanski vesoljni cerkveni zbor je sklical 1869 papež Pij IX. V največji tajnosti so ga pripravljali skozi štiri leta. Papež je vprašal za mnenje najprej kardinale, ki so bivali v Rimu, kaj mislijo glede tega; večina je bila sklicu naklonjena – nasprotnih glasov je bilo malo. 
Namen koncila je bilo soočenje s sodobnimi vprašanji rastočega vpliva, ki so ga dobivali racionalizem, liberalizem, nacionalizem, materializem, in s temi miselnimi tokovi tudi vprašanje navdihnjenja, tj. Božjega izvora svetega pisma. Papež Pij IX. v okrožnici in njej dodanemu Syllabu leta 1864 papež že obsodil celo vrsto družbenih pojavov in novih gibanj: racionalizem, materializem, liberalizem, socializem oziroma komunizem, kakor tudi ločevanje Cerkve od države ter zanikanje nadnaravnega izvora svetega pisma. Koncil naj bi te papeževe izjave podprl in jim dal s tem večjo težo. 
Kar sama se je v zvezi s tem ponujala tudi odločitev glede papeževe nezmotljivosti. Če so 1854 škofje in verniki razglasitev dogme o Marijinem brezmadežnem spočetju sprejeli kar vsi po vrsti brez ugovorov, je bilo glede razglasitve dogme o papeževi nezmotljivosti razmerje precej drugače. Razen redkih izjem samemu nauku nihče ni nasprotoval, vendar ni bilo malo takih, ki so menili, da čas za tako potezo nikakor ni primeren, kar je potrdil tudi poznejši razvoj dogodkov. 
Nesorazmerje med načrtovanim in stvarno obravnavanim gradivom je bilo še toliko očitnejše tudi zaradi nasilne prekinitve koncila, ki je sicer opredelil vlogo papeža, ni pa utegnil razjasniti vloge vernikov in škofov v Cerkvi, zlasti še vlogo škofovskega zbora. To pomembno vrzel je izpolnil šele 2. vatikanski koncil.

### Navzočnost
Na otvoritvi koncila se je zbralo 49 kardinalov, 10 patriarhov, 4 primasi, 129 nadškofov, 507 škofov, 28 opatov om 29 vrhovnih redovnih predstojnikov – skupaj torej 756 prelatov.

#### Koncilski očetje
Na tem koncilu so bila štiri zasedanja; na njih so sodelovali tile koncilski očetje:
- Podstran 1
- Podstran 2
- Podstran 3
- Podstran 4

## Potek koncila

### Otvoritev
Koncil se je začel 8. decembra 1869 s svečanim odprtjem na dan Marijinega brezmadežnega spočetja. Ta datum je bil papežu posebno pri srcu, saj je na ta dan 1854 razglasil dogmo o Marijinem brezmadežnem spočetju. Pij IX. je koncil odprl osebno. Po slovesnem Veni Creator in sveti maši je imel otvoritveni govor ikonijski nadškof Passavalli papež pa spodbudo, na koncu katere je na koncilske očete je naslovil vprašanje: »Ali se strinjate s tem, da otvorimo koncil?« nakar so vsi odgovorili: »Placet.« (»Tako je.« dobesedno: ugaja, ustreza (nam)) Na častnem mestu so sedeli kralj Franc Neapeljski  (1836–1894), vojvoda Leopold Toskanski, Robert Parmski, več kraljevičev in kraljičen, diplomatski zbor in številni odličniki. 

Na 2. javni seji 6. januarja 1870 so koncilski očetje izpovedali tridentinsko veroizpoved.

### Dogma o papeški nezmotljivosti
Na koncilu naj bi govorili o zgoraj naštetih pojavih, na dnevnem redu pa se je kmalu pojavila še ena točka: vprašanje o papeževi nezmotljivosti, kadar govori Ex cathedra. Pij IX. je menil, da bi bilo neprimerno, če bi sam predlagal diskusijo o tem vprašanju, vendar pa je vprašanje kmalu postalo zelo aktualno in sprožilo vroče debate. Nekateri koncilski očetje niso verjeli v papeževo nezmotljivost; še več pa jih je menilo, da ta čas ni primeren, da bi to razglasili kot dogmo. Med nasprotniki razglasitve je izstopal tudi hrvaški škof Josip Juraj Strossmayer, ki je zamisli nasprotoval v triurnem govoru z mnenjem, da bi njena razglasitev ovirala zedinjenje ločenih bratov. Med nasprotniki je bil tudi Slovenec Jernej Legat, ki se je udeležil koncila kot tržaško-koprski škof, mariborski škof Stepišnik, Baragov naslednik Ignacij Mrak in drugi. Razglasitev odlokov koncila pa so polagoma vsi objavili v svojih škofijskih listih in tako sprejeli odločitev večine, med drugim tudi dogmo o papeževi nezmotljivosti.
55 (od 744) udeležencev je s papeževim dovoljenjem zapustilo koncil dan pred glasovanjem, da jim ne bi bilo treba dati glasu proti. Nadškof Antonio Maria Claret y Clara, spovednik španskega dvora in ustanovitelj Klaretinskih misijonarjev, je grajal njihov bojkot in zavzel stališče v prid razglasitve. Pozneje je bil razglašen za blaženega (1934) in za svetnika (1950) kot edini udeleženec koncila, ki ga je doletela ta čast - poleg samega papeža Pija IX., ki je tudi razglašen za blaženega. Pri glasovanju je 533 udležencev koncila glasovalo za papeško nezmotljivost in le 2 proti - pa tudi onadva sta se pokorila odločitvi večine.
Zaradi nasprotovanja novi dogmi o papeški nezmotljivosti je skupina nemških teologov izstopila iz katoliške Cerkve in ustanovila Starokatoliško Cerkev. Njihov glavni podpihovalec in idejni vodja Döllinger pa se jim nikoli ni pridružil.
Koncil je prekinila francosko-pruska vojna, ki je izbruhnila 9. julija 1870, in združevanje Italije, ko so Garibaldijevci brez boja zavzeli Rim 20. septembra 1870. Papež je ukazal izobesiti belo zastavo, da bi preprečil prelivanje krvi; saj vojaško ni imel nobene možnosti za zmago po umiku francoskih vojakov, ki so ga dotlej ščitili. Ozemlje papeške države je bilo priključeno Združeni Italiji, Rim pa je postalo njeno glavno mesto. Papež je 20. oktobra 1870 preložil nadaljevanje koncila na nedoločen, poznejši, čas. Uradno koncil ni bil zaključen do leta 1960, ko je njegov konec razglasil papež Janez XXIII.. Takrat je že načrtoval Drugi vatikanski koncil, ki bo dopolnil vrzeli, ki so nastale zaradi nasilne prekinitve dela Prvega Vaticanuma.

### Koncilska odloka
Na koncilu so sprejeli le dve konstituciji: 
- Dei Filius (Dogmatična konstitucija o katoliški veri)  govori o splošnih temah in je bila sprejeta brez nasprotovanja;
- Pastor aeternus (Dogmatična konstitucija o Kristusovi Cerkvi) pa govori o papeškem primatu in o papeški nezmotljivosti.

## Ocena
Prvi vatikanski koncil lahko označimo kot poraz ultramontanizma - prepričanja, da je treba Cerkev urediti čim bolj centralizirano in da mora imeti papež v Cerkvi absolutno oblast in da sleherno papeževo besedo in dejanje navdihuje Sveti Duh. Prevladalo je zmernejše stališče, po katerem je papež nezmotljiv samo tedaj, kadar slovesno razlaga obvezni verski ali moralni nauk ex cathedra. Prav tako je doživel na celi črti poraz liberalizem, ki papežu odreka kakršnokoli nezmotljivost in sploh pravico poučevanja.
Čeprav so se starokatoličani ločili od rimske – papeške – Cerkve in čeprav je Avstrija preklicala konkordat, ki ga je leta 1855 sklenila s Svetim sedežem, ni prišlo do razkola med Cerkvijo in sodobno omiko (Aubert). Papeževa avtoriteta je znotraj Cerkve dosegla absoluten višek brez kakršnekoli škode. Tega ni moglo spremeniti niti Garibaldijevo zavzetje Rima niti izguba Papeške države. Ravno nasprotno. Moralni vpliv papeža je rasel sorazmerno z izgubo politične moči. Končno so vsi spoznali, da je pristna in prava papeževa avtoriteta neodvisna od politične moči narodov.
Po tragičnem koncu vatikanskega koncila in Papeške države le ni prišlo do konca papeštva in Cerkve, kot so mislili v liberalnih krogih - ali pa do neozdravljivega razdora med Cerkvijo in kulturnim modernim svetom, česar so se plašili mnogi, tudi zelo preudarni verni opazovalci. Papeži, ki so nasledili Pija IX. – predvsem njegov neposredni naslednik Leon XIII., ki je bil sam navdušen nad znanstvenim napredkom – so prek svojih okrožnic opravljali svojo redno cerkveno učiteljsko dolžnost v takem obsegu, kot redkokateri njihovih prednikov; redko so se odločali za odločitve ex chatedra, ki so edine predmet vatikanske definicije. Preteklo je več nemirnih desetletij, ki so jih zaznamovale krvave vojne in prekucije, ko se je Pij XII. poslužil te svoje pravice in sredi prodirajočega materializma 1. novembra 1950 razglasil dogmo, da je bila Devica Marija vzeta v nebesa ne le z dušo, ampak tudi s telesom. Moralni ugled papeštva pa je kljub temu neprestano rastel vse do danes.
Na 1. vatikanskem koncilu je bila 18. julija 1870. razglašena dogma o papeževi nezmotljivosti; zaradi zunanjih okoliščin pa niso imeli več časa opredeliti vloge škofov, katerih vloga se je čutila razvrednotena. Zaradi nasilnega konca koncila je ostala nerešena cela vrsta vprašanj. Od 51 pripravljenih shem so mogli obravnavati le dve. Vprašanja o odnosu med papeževim prvenstvom in škofovsko službo, ki so ostala tokrat nerešena, pa so bila eno osrednjih vprašanj Drugega vatikanskega koncila.

## Osebe povezane s prvim vatikanskim koncilom
- Papež Pij IX. je osebno predsedoval koncilu
- Koncilski očetje iz različnih dežel
- Messinski nadškof Luigi Natoli, zagovornik dogme o papeževi nezmotljivosti
- Ikonijski nadškof Luigi Puecher Passavalli (1820–1897) je imel 8. decembra 1869 otvoritveni govor
- Duhovnik in zgodovinar Ignaz Döllinger, hud nasprotnik dogme o nezmotljivosti; naslikal Franz Lenbach
- Hrvaški škof Josip Juraj Strossmayer je bil zoper razglasitev dogme o papeževi nezmotljivosti, ne pa zoper dogmo samo
- Andrej Gollmayer, nadškof Gorice in Gradiške
- Jakob Maksimilijan Stepišnik, mariborski knezoškof
- Baragov naslednik v Marquettu, škof Ignacij Mrak